# Деметріос Вікелас
Деметріос Вікелас (грец. Δημήτριος Βικέλας; 15 лютого 1835, Ермуполіс — 20 липня 1908, Афіни) — грецький підприємець, поет, перший Президент Міжнародного олімпійського комітету. За його пропозицією перші Олімпійські ігри сучасності відбулись в Афінах.

## Біографія
Батько був родом з Константинополя, мати — з Одеси. Деметріос ріс хворобливою дитиною, через що навчався нерегулярно. Часто гостював у родичів в Константинополі, у Таганрозі, в Одесі. Захоплювався іноземними мовами, літературою, мистецтвом, займався перекладами. Батько, який торгував зерном, намагався долучити сина до бізнесу, але в 1851 році його компанія розорилася, і Деметріус в пошуках роботи вирушив до Італії, потім до Франції, а в 17 років переїхав до Лондона, де став працювати у фірмі свого дядька, спочатку бухгалтером, потім повноправним діловим партнером. Сімейний бізнес приносив гарний прибуток. У Лондоні Вікелас зустрівся і потоваришував із сином грецького посла Харилаосом Трікупісом, майбутнім прем'єр-міністром Греції.
Здлобувши фінансову незалежність, Вікелас зміг зайнятися улюбленою справою. Невдовзі з'явилися його переклади на грецьку мову трагедії Расіна «Естер», «Фауста» Гете. Також Вікелас опублікував науковий трактат «Візантія і сучасна Греція» та збірку «Казки Егейського моря». Завдяки своїм роботам Вікелас набув великої популярності у себе на батьківщині. На початку 70-х років Вікелас переїхав до Парижа. У 1877 році видав брошуру «Школа у селі», де виступив за введення в Греції загальної освіти. Вікелас виступав з лекціями, видавав праці про досягнення стародавньої і сучасної Греції. Незабаром він став відомий у багатьох країнах Європи.

### Олімпійський рух
1894 року Вікелас на запрошення свого друга П'єра де Кубертена на скликаному ним в Парижі конгресі представляв Всегрецький Афінський клуб. Було прийнято рішення про заснування сучасного Олімпійського руху. Вікелас виступив з доповіддю про Олімпійські ігри старовини, написаним для нього одним зі співвітчизників. Спочатку Кубертен пропонував провести перші нові Олімпійські ігри в Парижі в 1900 році, але Вікелас переконав його і щойно створений Міжнародний олімпійський комітет, що Ігри повинні бути проведені в Афінах, що символізувало б спадкоємність нових Олімпійських ігор старогрецьким. Оскільки конституція МОК в той час вимагала, щоб президентом комітету був представник країни, що приймає наступні Олімпійські ігри, першим президентом МОК був обраний Деметріос Вікелас. Завдяки особистим зв'язкам і впливу Вікеласа вдалося вирішити численні проблеми, з якими зіткнулися організатори Ігор.
Організатори побоювалися, що у разі очікування до 1900 року суспільство втратить інтерес до Ігор. Тому перша Олімпіада відбулася вже в 1896 році і мала великий успіх. Після її закриття Вікелас пішов з посади президента МОК і повернувся до вивчення проблем виховання і освіти, які його завжди цікавили. Вікеласа настільки надихнув успіх ігор в Афінах, що на Другому Олімпійському конгресі в 1897 році у Гаврі він запропонував постійно проводити Олімпійські ігри в Греції. Проти цього різко висловилася більшість делегатів, включаючи Кубертена. Вікелас відсторонився від Олімпійського руху і повністю переключився на реалізацію своїх творчих задумів. Так у 1904 році він організував в Афінах Конгрес з питань освіти.
Останній раз з колишніми колегами по Міжнародному олімпійському комітету Вікелас побачився в Брюсселі на III Олімпійському конгресі, де був присутній як спеціально запрошений гість. Деметріус Вікелас помер 20 липня 1908 в Афінах у віці 73-х років.